# 佐洛圣捷尔吉
佐洛圣捷尔吉（匈牙利語：Zalaszentgyörgy）是匈牙利佐洛州所辖的一个村，总面积9.83平方公里，总人口434，人口密度44.2人/平方公里（2010年1月1日）。